# Stevan Knićanin

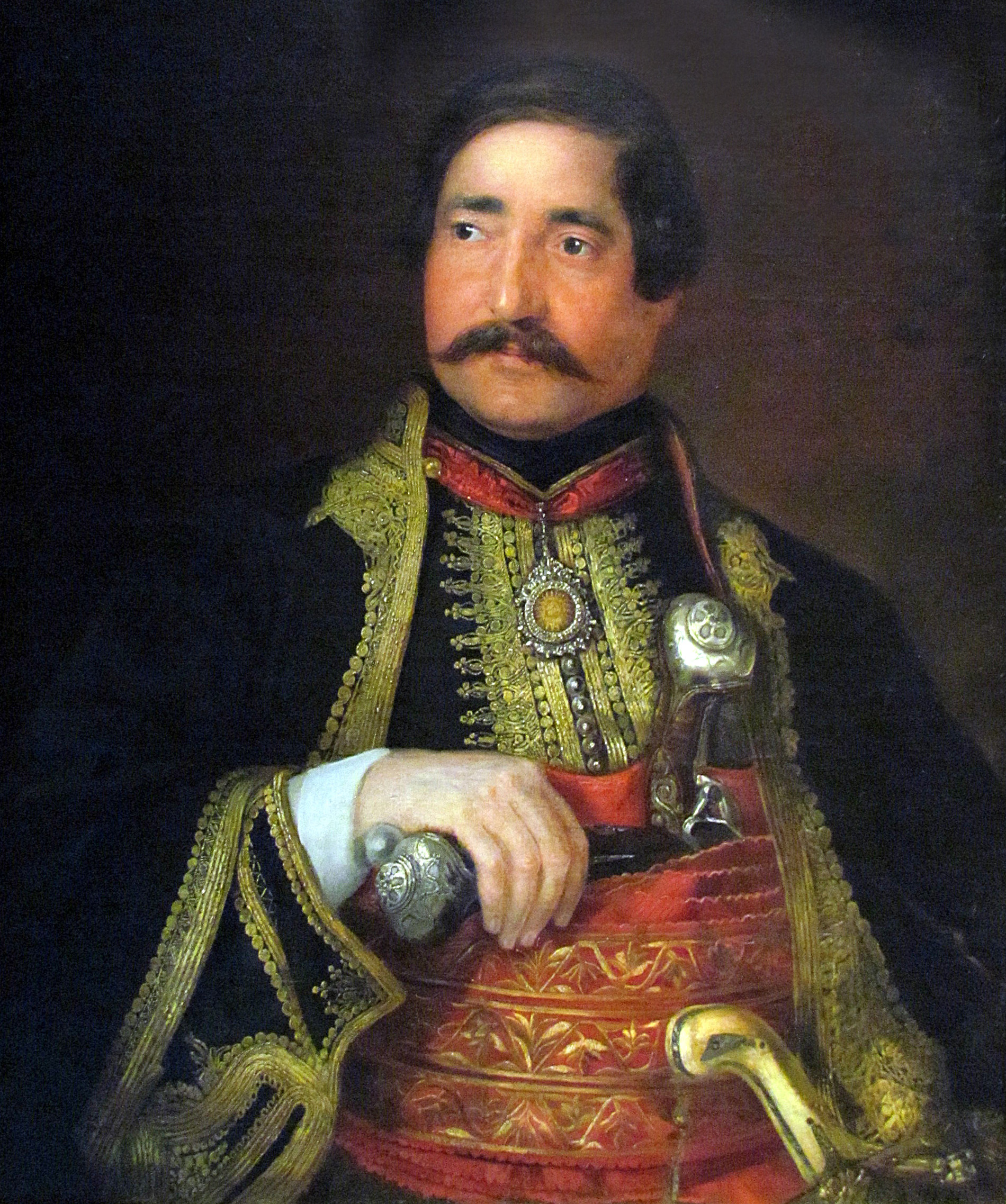
Stevan Knićanin, 1847

Stevan Petrović Knićanin (Стеван Петровић Книћанин, * 1809 in Knić; † 26. Mai 1855 in Belgrad) war ein serbischer General.

## Leben
Ursprünglich Kaufmann ging er 1832 in die Umgebung des Fürsten Miloš, auf den er großen Einfluss ausübte. 1835 wurde er Brigadekapitän von Josenitza, 1839 zum Kreishauptmann von Smederevo befördert. Unter dem Fürsten Michael verlor er an Einfluss und wurde sogar des Landes verwiesen, nachdem er sich 1840 an einem Aufstand gegen ihn beteiligt hatte.
1842 wurde er jedoch von Alexander I. wieder zurückgerufen. 1848 stellte er sich an die Spitze einer Freischar von 3.000 Mann, die den österreichischen Serben gegen die aufständischen Ungarn zur Hilfe kommen sollte. Er wurde zum Nationalobersten ernannt, musste jedoch vor den Ungarn den Rückzug über die Theiß antreten.
Auf Befehl seiner Regierung kehrte er 1849 wieder in die Heimat zurück, wurde Senator, 1854 Kriegsminister und Ratgeber des Fürsten Alexander I. Für seine Verdienste im Kampf gegen die Revolution in Ungarn wurde er Ritter des Maria Theresia-Ordens.
Stefan Petrović Knićanin starb am 26. Mai 1855 in Belgrad.